# Tres Isletas
Tres Isletas est une ville de la province du Chaco, en Argentine, et le chef-lieu du département de Maipú. Elle est située à 189 km au nord-ouest de Resistencia, la capitale de la province. Sa population s'élevait à 24 747 habitants en 2001.